# カマルッディーン
カマルッディーン（? - ?）は、東チャガタイ・ハン国（モグーリスタン・ハン国）の君主（在位：1365年? - 1389年?）。ドゥグラト部の出身。

## 生涯
ドゥグラト部の貴族（アミール）プラジはトゥグルク・ティムール・ハンの擁立に貢献した人物であり、カマルッディーンはプラジの兄弟にあたる。プラジはハーンに次ぐ権力を持つウルス・ベギ職に就いており、プラジの死後、彼はウルス・ベギ職の継承をトゥグルク・ティムールに要求した。しかし、ウルス・ベギ職はプラジの幼少の子ホダーイダードに継承され、その決定に不満を持った彼はトゥグルク・ティムールの死後、その子のイリヤース・ホージャを暗殺してハンを僭称した。
即位後、施政においては自身よりも高位にある兄のシャムスッディーンの意見を尊重したという。
1389年までに6度にわたってティムールの攻撃を受けるが、ティムールの軍が退却する都度勢力を回復した。1388年ごろに成長したホダーイダードがイリヤース・ホージャの兄弟のヒズル・ホージャを擁立すると、ジョチ・ウルスのトクタミシュと連合する。1389年にティムールはモグーリスタンに対して本格的な遠征を行い、ティムールの軍はモグーリスタンの中心部、さらにはウイグルスタンのトルファンにまで達した。翌1390年にカマルッディーンは再びティムール軍の攻撃を受けるとカマルッディーンは首都のアルマリクを放棄して逃走し、アルタイ山脈で消息を絶った。